# Stanislao Eula

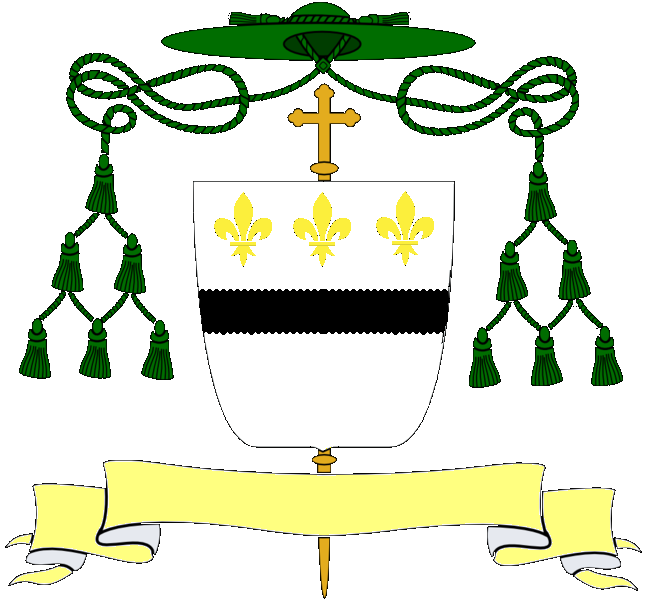
Bischofswappen von Stanislao Eula

Stanislao Eula (* 10. Juni 1818 in Mondovì; † 10. April 1886 in Novara) war ein italienischer Geistlicher und Bischof von Novara.

## Leben
Er wurde von der Universität Turin zum Dr. theol. promoviert und empfing am 5. Juni 1841 das Sakrament der Priesterweihe. Von 1859 bis 1876 war er Kanoniker und Erzpriester der Kathedrale von Turin.
Am 28. Januar 1876 wurde er zum Bischof von Novara ernannt. Die Bischofsweihe spendete ihm am 17. April desselben Jahres Luigi Kardinal Oreglia di Santo Stefano; Mitkonsekratoren waren die Erzbischöfe Giacomo Cattani, Sekretär der Konzilskongregation, und Edward Henry Howard of Norfolk, Weihbischof im Bistum Frascati.
Stanislao Eula starb 1886 und wurde in der Kathedrale von Novara beigesetzt.